# Blondie’s Hero
Blondie’s Hero ist eine US-amerikanische Filmkomödie in Schwarz-weiß aus dem Jahr 1950. Regie führte Edward Bernds, das Drehbuch schrieb Jack Henley nach den Comics von Chic Young. Die Hauptrollen spielten Penny Singleton und Arthur Lake. Blondie’s Hero ist der siebenundzwanzigste und vorletzte Blondie-Film.

## Handlung
Wegen Umstrukturierungen in seiner Firma ist Dagwood Bumstead für zwei Wochen ohne Arbeit. Er und seine Kinder Alexander und Cookie würden in der Zeit gerne in Urlaub fahren, doch seine Frau Blondie ist dagegen: Das Haus muss neu gestrichen werden. Es ist aber auch die lange erwartete letzte Rate für den Kauf des Hauses fällig. Als Dagwood sich deswegen mit dem Familienhund Daisy und deren Welpen auf den Weg zur Bank macht, bekommt er Ärger mit einem Obstverkäufer, der ihn daraufhin zweimal niederschlägt. Dies beobachten Soldaten, die Freiwillige zu einem Militärtraining bei der Army anwerben. Dagwood werde dadurch fitter und stärker, wird ihm versprochen. Die Trainings sind nur an Wochenenden. Seine Familie kann ihn dort besuchen und dabei angenehme Wochenenden verbringen. Endlich in der Bank gibt Dagwood gegenüber dem Bankbeamten Mr. Collins damit an, sich bei den Wochenendtrainings angemeldet zu haben. Er freut sich auch hörbar, dass dies die letzte Rate sei. Nach Verlassen der Bank wird er von Marty Greer angesprochen, der alles mitgehört hat. Er verspricht Dagwood, der das Haus für 7000 Dollar gekauft hat, es für das Vierfache zu verkaufen. Im folgenden Gespräch erzählt ihm Dagwood die genaue Adresse und wie er auch ohne Schlüssel ins Haus kommen kann.
Natürlich kommt Dagwood am nächsten Samstag fast zu spät zum Training im Fort McCleod. Als Erstes bekommen die Rekruten ein Buch und sollen damit die militärischen Grundlagen erlernen. Dagwood hat dabei das Glück, dass Danny Gateson, der etwa zehnjährige Sohn seines Ausbilders Sergeant Gateson, sie ihm beibringt. So fällt Dagwood beim ersten Auftreten positiv auf. Das ändert sich aber schnell bei den sportlichen Übungen. Am Abend ist er so müde, dass er mit dem Gesicht in sein Abendessen fällt. Schlafen kann er später wegen eines schnarchenden Rekruten im Nachbarbett aber trotzdem nicht. Am nächsten Morgen kommt Blondie mit den Kindern, den Hunden und Dagwoods Kollegin Mary Reynolds zu Besuch. Die Kinder sehen sich einen Film an und nehmen die Welpen mit. Corporal Biff Touhey soll Blondie und Mary den Weg zu Dagwood zeigen, doch verschwindet er schnell mit Mary. Nach einigen Verwicklungen zeigt Dagwood Blondie die Anlage und überredet sie zu einer Fahrt mit einem Panzer. Da Dagwood überhaupt nicht damit umgehen kann, gibt das eine Reihe von Beinaheunfällen, bis dem Panzer das Benzin ausgeht und er wenige Zentimeter vor der Baracke, in der Munition und Sprengstoffe gelagert werden, stehen bleibt. In der Zwischenzeit haben Greer und zwei Komplizen das Haus für 6000 Dollar an Mr. Rodgers und dessen Frau verkauft, die eine Anzahlung von 2000 Dollar in bar geleistet haben.
Als die Familie Bumstead am Abend nach Hause kommt, sind die Rogers bereits eingezogen. Blondie kann ihnen leicht nachweisen, dass sie hereingelegt wurden, besteht dann aber darauf, dass beide Familien die Nacht in dem Haus verbringen. Am nächsten Morgen erfährt Blondie von dem Nachbarsjungen Alvin, der die Betrüger beobachtet hatte, dass dessen Tante gerade im Urlaub ist. So kann Blondie den Betrügern mit diesem Haus eine Falle stellen: Sie verabredet mit Mr. Collins, die Szene von Dagwood in der Bank nachzuspielen. Die Betrüger gehen prompt in die Falle. So können Dagwood und Blondie sie überwältigen und der bereits anwesenden Polizei übergeben. Dagwood eilt daraufhin mit Blondie und den Hunden zu dem Obstverkäufer, der sofort wieder aggressiv wird. Dieses Mal schlägt Dagwood ihn nieder.
Running Gag mit dem Briefträger
Als der Briefträger erfährt, dass Dagwood zwei Wochen nicht arbeiten wird, fühlt er sich sicher. Doch nun eilt Dagwood zu seinem Training bei der Army, wobei er den Briefträger umrennt. Daher lässt sich dieser wie bereits angekündigt in ein anderes Gebiet versetzen. Aber auch das hilft ihm nicht: Nach der Verhaftung der Betrüger stürmt Dagwood aus dem Haus, das Blondie als Falle verwendet hat, und erwischt ihn erneut.

## Hintergrund
Blondie’s Hero wurde mit Unterstützung der 13th Armored Division O.R.C. teilweise in deren Trainingscenter Fort MacArthur in San Pedro gedreht.
Verantwortlicher Artdirector war Perry Smith. Für das Szenenbild war George Montgomery verantwortlich.
Blondie’s Hero wurde vom 26. April bis zum 10. Mai 1949 gedreht. Am 9. März 1950 kam der Film in die US-amerikanischen Kinos. Der Film wurde von Columbia Pictures produziert und vertrieben. Über eine deutschsprachige Aufführung ist nichts bekannt.

## Kritiken
Die Kritiker von Harrisons Reports sahen eine gute Folge der Serie mit vielen komischen Situationen und etwas Nervenkitzel in der Szene mit dem Panzer. Außerdem loben sie die Regie und die Kamera. Die von At-A-Glance fanden den Film im Vergleich zu anderen Blondiefilmen dagegen etwas zahm. Er sei zwar besser gemacht, aber weniger lustig als der Vorgänger Blondie Hits the Jackpot. Auch Gene Blottner fand die Folge nur mäßig unterhaltsam. Der Wechsel des Ortes helfe zwar etwas, die Witze seien aber trotzdem zu alt.